# Нахимово језеро
Нахимово језеро (рус. Нахимовское; фин. Suulajärvi) ледничко је језеро на северозападу европског дела Руске Федерације. Налази се на територији Виборшког рејона, на крајњем северозападу Лењинградске области. Географски се налази у јужном делу Карелијске превлаке.
Језерска акваторија обухвата површину од 14,2 км², максимална дужина је 12,1 километар, ширина до 2 километра. Површина сливног подручја је око 85,5 км². Најважнија отока је река Великаја (или Вамелјоки, дужине 15 км).
Раније је било познато по свом финском називу Сулајарви, а ново име језеро је добило у част адмирала Павела Нахимова. На његовој западној обали налази се летњи центар за обуку Нахимове морнаричке школе.
На обалама језера налазе се насеља Овсјаноје и Цвелодубово.